# گه ویچینگ
گه ویچینگ (انگلیسی: Ge Weiqing؛ زادهٔ ۲۵ آوریل ۱۹۷۷) بازیکن واترپلو اهل چین بود.
وی در مسابقات کشوری و بین‌المللی در مجموع برندهٔ ۱ مدال طلا، ۱ مدال برنز شده‌است.